# 公主鬧雙包：變身計畫
《公主鬧雙包：變身計畫》（英語：The Princess Switch: Switched Again）是2020年Netflix原創美國聖誕浪漫喜劇電影。本片為《公主鬧雙包》系列三部曲的第二部，由麥克·羅爾執導，羅賓·伯恩海姆與梅根·梅茨格（Megan Metzger）共同編劇，領銜主演包括凡妮莎·哈金斯（兼監製）、山姆·帕拉迪奧與尼克·薩加爾（Nick Sagar）。劇情延續上一集的故事，講述瑪格麗特的表姊費歐娜想爭奪其王位。
電影於2020年11月19日在Netflix上映，獲得評價一般。

## 劇情大綱
蒙蒂納羅公國國王駕崩，作為王位第一順位繼承人的瑪格麗特一夕間成為了國家元首。史黛西嫁給貝爾格萊維亞王國的愛德華王子後在王國裡協助管理烘培事務，兩人卻因此聚少離多。奇雲和瑪格麗特分手了，史黛西聽聞後便積極地想撮合兩人。
瑪格麗特的加冕典禮派對上出現了幾位不速之客，其中一人是與瑪格麗特、史黛西容貌相似的費歐娜，她得知瑪格麗特登上王位後便覬覦她的錢財，更在暗中進行綁架瑪格麗特的計畫。在眾人的勸說之下，瑪格麗特決定再給自己和奇雲一次機會，她再度與史黛西交換身分並偷偷溜出皇宮和奇雲見面。此時，費歐娜一行人開始了綁架行動，但他們並不曉得自己抓走的人其實是暫時偽裝成瑪格麗特的史黛西。從外頭趕回來的瑪格麗特感覺事態不對勁，她發現史黛西可能被綁架了，便召集愛德華等人一起去解救史黛西。
為了爭奪王位，費歐娜假扮瑪格麗特並聯合幕僚長安東尼奧提前舉行加冕典禮，瑪格麗特、史黛西等人及時出現阻止費歐娜，並把她跟安東尼奧關進牢裡。此時，費歐娜坦言她假扮成瑪格麗特時，怕奇雲會識破真相便把他逐出王國。瑪格麗特急忙趕到機場向奇雲解釋事情的來龍去脈，釐清真相後，瑪格麗特提議和奇雲就地舉行結婚儀式，兩人在眾目見證下正式成為夫婦。

## 演員及角色
| 演員                          | 角色                                                                 | 介紹                                                                 |
| ----------------------------- | -------------------------------------------------------------------- | -------------------------------------------------------------------- |
| 凡妮莎·哈金斯                 | 史黛西·茱麗葉·德諾佛·溫德 Stacy Juliette De Novo Wyndham             | 來自芝加哥的糕點師，愛德華之妻，貝爾格萊維亞王國的史黛西王子妃殿下。 |
| 凡妮莎·哈金斯                 | 瑪格麗特·凱薩琳·克萊兒·德拉珂德 Margaret Katherline Claire Delacourt | 蒙蒂納羅公國女王。                                                   |
| 凡妮莎·哈金斯                 | 費歐娜·彭布克 Fiona Pembroke                                         | 瑪格麗特的表姐。                                                     |
| 山姆·帕拉迪奧                 | 愛德華·溫德 Edward Wyndham                                           | 史黛西之夫，貝爾格萊維亞王國的愛德華王子殿下。                       |
| 尼克·薩加爾 Nick Sagar        | 奇雲·理察斯 Kevin Richards                                           | 史黛西的高中摯友兼同事，奧莉維亞的爸爸。                             |
| 蘇安妮·布朗恩                 | 多納泰利夫人 Mrs. Donatelli                                          | 瑪格麗特的侍女。                                                     |
| 馬克·弗萊希曼                 | 法蘭克·德盧卡 Frank De Luca                                          | 愛德華的司機兼侍從。                                                 |
| 阿歷薩·雅迪歐森 Alexa Adeosun | 奧莉維亞·理察斯 Olivia Richards                                      | 奇雲的女兒，史黛西的乾女兒，瑪格麗特的繼女。                         |
| 瑞奇·諾伍德                   | 雷吉 Reggie                                                          | 費歐娜的手下。                                                       |
| 弗洛倫斯·霍爾 Florence Hall   | 明蒂 Mindy                                                           | 費歐娜的手下。                                                       |
| 拉克蘭·尼布爾                 | 安東尼奧·羅西 Antonio Rossi                                          | 瑪格麗特的幕僚長。                                                   |

## 續集
2020年11月，Netflix宣布已續訂《公主鬧雙包》系列的第三部電影《公主鬧雙包3：浪漫星空》。2021年11月18日，《公主鬧雙包3：浪漫星空》在Netflix上映。

## 大眾迴響
根据評論匯總网站爛番茄汇总的25篇评论文章，56%的评论家给予该作正面评价，平均打分为5.70分（满分10分）。

## 外部連結
- 互联网电影数据库（IMDb）上《公主鬧雙包：變身計畫》的资料（英文）
- 在Netflix上觀看《公主鬧雙包：變身計畫》
- 爛番茄上《公主鬧雙包：變身計畫》的資料（英文）
- Metacritic上《公主鬧雙包：變身計畫》的資料（英文）
- 豆瓣电影上《公主鬧雙包：變身計畫》的資料 （简体中文）